# Bothynoderes
Bothynodéres — рід жуків родини Довгоносики (Curculionidae).

## Зовнішній вигляд
Жуки середніх розмірів: 7.5–17.5  мм завдовжки. Основні ознаки:
- головотрубка облямована чіткими бічними кілями посередині, із серединним кілем, роздвоєним на рівні основ вусиків, помітно звужена до вершини, без вдавлення перед очима
- надкрила трохи ширші за передньоспинку, із скошеними плечима, загостреними вершинами, що розходяться, та з косими перев'язями і смугами
- передньогруди із горбочком перед тазіками;
- 1-й  членик джгутика вусиків коротший за 2-й;
- передньоспинка поперечна, трохи довша за головотрубку, з кутовидно витягнутою серединою та невеликими лопатями за очима
- лапки знизу вкриті підошвами

Фотографії жуків цього роду дивись на.

## Спосіб життя
У цьому роді описано два види: Bothynoderes affinis та Bothynoderes declivis, обидва вони мешкають в Україні. Життєвий цикл обох видів пов'язаний із рослинами з родини лободових –  кураєм (Salsola),  кохією (Kochia),  лободою (Chenopodium), лутигою (Atriplex). Подібно до інших Cleonini, самка відкладає яйце на кореневу шийку або головний корінь. Личинка, що вийшла з яйця, вгризається у рослинні тканини.  На корені у місці розвитку личинки утворюється гал веретеноподібної або неправильної форми . 
Bothynoderes affinis обирає для життя прибережні засолені степові біотопи, ділянки із рудеральною рослинністю, лісосмуги. Імаго гризуть листя, черешки, молоді пагони. В одній рослині-господарі розвивається лише один жук.  
Bothynoderes declivis мешкає на піщаних ґрунтах. В спекотні дні жуки неактивні і сидять попід кущиками  рослин. Личинка розвивається в головному корені кормових рослин. В одному корені розвивається звичайно одна личинка, інколи  – дві або три. Місцями зараженість рослин личинками сягає ~76%.   Жуки виходять із лялечок у третій декаді серпня, вигризаючи в стінках галів округлі отвори. Зимують імаго поза кормовими рослинами . 

## Географічне поширення[5]
Bothynoderes affinis поширений майже по всій Європі, включаючи Велику Британію та Скандинавію, він є в Україні, Туреччині, Ірані, Середній Азії, Західному Сибіру,  Західному Китаї.  Ареал Bothynoderes declivis простягається суцільною смугою від Австрії та Німеччини до Японії і Південної Кореї, включаючи Закавказзя, Середню Азію, Монголію та Китай. В Україні вид знаходили від Криму на півдні до Полтавщини та Черкащини на півночі.

## Класифікація
Описано два види цього роду :
Bothynoderes affinis (Schrank, 1781) та Bothynoderes declivis (Olivier, 1807). 

## Практичне значення
При високій чисельності Bothynoderes affinis може завдавати помітних збитків плантаціям буряків:  викликати загибель молодих рослин, пригнічувати їх  розвиток, знижувати врожайність та цукристість.  В Україні випадків масового розмноження цього довгоносика не зафіксовано. 